# AMG MUSIC
AMG MUSIC（エイエムジーミュージック）とは、音楽や映像コンテンツの企画、制作等を行っている企業である。アミューズメントメディア総合学院を擁するAMGグループの中核企業のひとつである。

## 概要
2008年放送のアニメ『鋼殻のレギオス』より音楽制作を開始し、オープニングテーマ、エンディングテーマとも「AMG MUSIC」からのアーティストで占めている。
2009年放送のアニメ『生徒会の一存』においても音楽制作を担当しており、オープニングテーマ、エンディングテーマの他キャラクターソングをもリリースしている。
専属アーティストは2010年10月現在所属していないようである。発売CDはAMGエンタテインメントより発売されている。

## 音楽制作参加作品
- 鋼殻のレギオス（2008年）
- 生徒会の一存（2009年）
  - 生徒会の一存 Lv.2（2012年）
- FORTUNE ARTERIAL 赤い約束（2010年）
- デッドマン・ワンダーランド（2011年）
- R-15（2011年）
- えびてん 公立海老栖川高校天悶部（2012年）